# Tractat de Wallingford
El Tractat de Wallingford, Tractat de Winchester o Tractat de Westminster va ser un acord celebrat al desembre de 1153 que va posar fi a la guerra civil (Anarquia anglesa), una disputa entre Matilde d'Anglaterra i el seu cosí Esteve de Blois sobre el tron anglès. El tractat va forçar a Esteve de Blois a reconèixer com el seu hereu, al fill de Matilde, Enric, duc de Normandia, comte d'Anjou i de Maine, que seria Enric II d'Anglaterra, mentre que Esteve va mantenir el tron fins a la seva mort..
Esteve havia construït castells al voltant de Wallingford per atacar el bàndol de Matilde, comandat per Brien FitzCount al castell de Wallingford. Enric va llançar atacs sobre les posicions de Esteve i s'esperava una batalla entre les dues forces. No obstant això, Guillermo d'Aubigny va advocar reeixidament per la futilitat d'un posterior enfrontament. Es va aconseguir una treva temporal a Wallingford a la ribera del Tàmesi, però el fill de'Esteve, Eustaqui es va oposar a pactar una solució. No obstant això, després de la sobtada mort de Eustaqui l'agost de 1153, es va redactar un acord formal a Winchester al novembre de 1153, sent posteriorment signat a Westminster. L'acord va exigir el desmantellament dels castells d'Esteve en els voltants de Wallingford
Posteriorment, Enric II va recompensar a Wallingford per la seva assistència en la lluita, donant al poble la seva Carta Reial en 1155.